# 乔迪·格里纳姆
乔迪·米歇尔·格里纳姆，MBE（英語：Jodie Michelle Grinham，1993年7月26日—），英国女子射箭运动员。她曾代表英国参加2016年夏季残疾人奥林匹克运动会射箭比赛，获得混合团体复合弓公开级银牌。2024年夏季帕拉林匹克運動會射箭比賽再獲混合团体金牌和個人項目銅牌，是帕拉林匹克運動會首位奪牌的懷孕運動員。

## 个人生活
格里纳姆出生时左臂较短，手部仅有半只拇指。为了避免违反弓不能附在射箭者身上的规定，格里纳姆和她的父亲西蒙创造了一种新颖的方法来帮助她握弓。
格里纳姆曾就读于BPP法学院。

## 射箭生涯

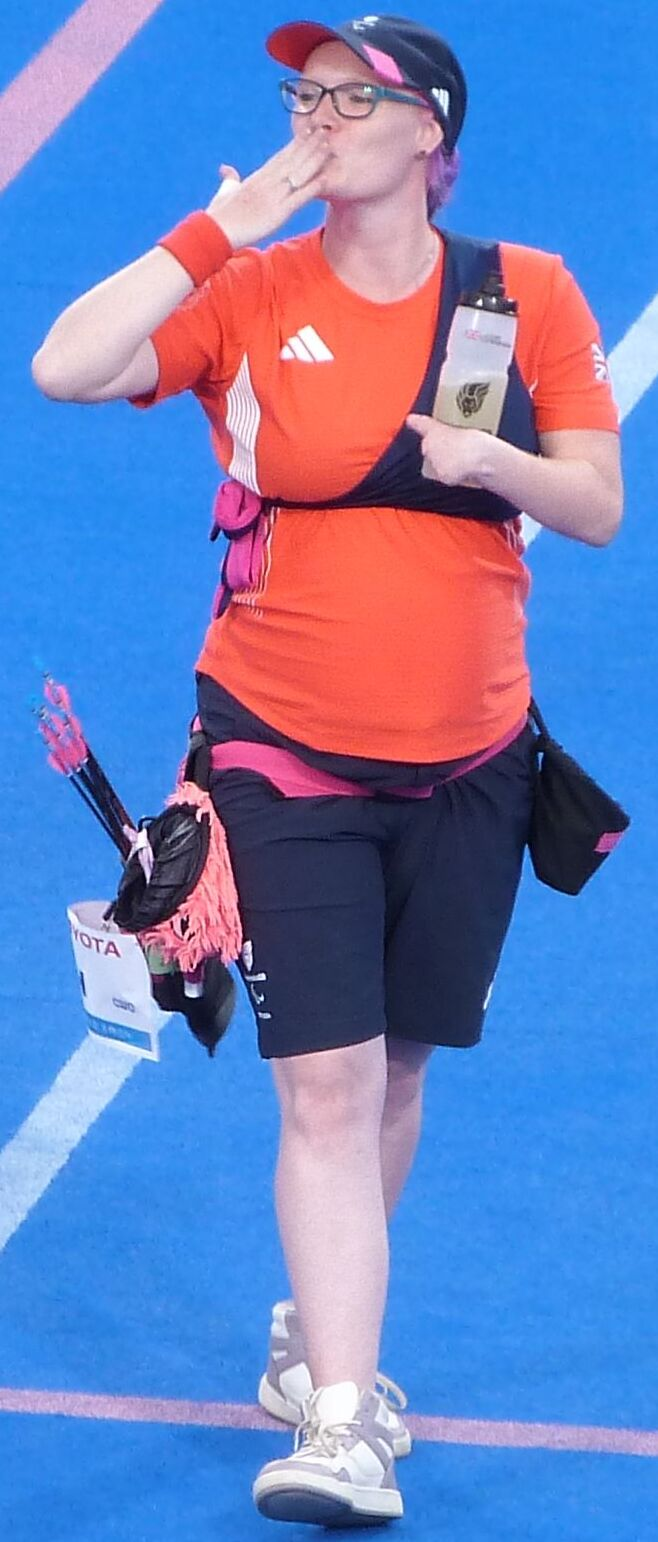
摄于巴黎残奥会期间

格里纳姆2008年首次参加射箭比赛，2014年入选国家队，于2015年世锦赛排名第七。

### 2016年夏季残奥会
格里纳姆里约残奥会参加了个人复合弓和混合团体复合弓公开级比赛。
个人项目在四分之一决赛不敌伊朗选手索马耶·阿巴斯普尔。团体项目与搭档，预赛排名赛以1324分的成绩在十支队伍中排名第五。四分之一决赛和半决赛先后击溃意大利和韩国，最终金牌战对阵中国以143-151不敌周佳敏和艾新亮，屈居亚军。

### 2024年夏季残奥会
格里纳姆巴黎残奥会再次参加个人及混合团体复合弓项目。她于个人项目射出个人最佳战绩的693环，獲得銅牌；另在混合团体项目與内森·麦奎因共摘金牌。
格里纳姆亦为首位在孕期参加残奥会的运动员，当时她已怀孕七个月。